# Olapa macrocerca
Olapa macrocerca är en fjärilsart som beskrevs av Collenette 1936. Olapa macrocerca ingår i släktet Olapa och familjen tofsspinnare. Inga underarter finns listade i Catalogue of Life.